# Maria Magdalene (film fra 1920)
 For alternative betydninger, se Maria Magdalene (flertydig).
Maria Magdalene er en tysk stumfilm fra 1920 af Reinhold Schünzel.

## Medvirkende
- Eduard von Winterstein som Meister Anton
- Ilka Grüning
- Lucie Höflich som Klara
- Paul Hartmann som Karl
- Reinhold Schünzel som Leonhard
- Eugen Klöpfer
- Jenny Marba som Ehefrau vom Sekretär
- Wilhelm Diegelmann
- Fritz Beckmann som Adam
- Gustav Botz som Arzt
- Harry Berber
- Paul Graetz
- Martha Dibbern
- Hans Behrendt
- Karl Platen
- Irene Katsch